# Leptidea descimoni
Leptidea descimoni is een vlindersoort uit de familie van de Pieridae (witjes), onderfamilie Dismorphiinae.
Leptidea descimoni werd in 2004 beschreven door Mazel.